# Чемпионат мира по бобслею и скелетону 1991
43-й чемпионат мира по бобслею и скелетону прошёл с 3 по 11 февраля в 1991 году в городах Альтенберг (соревнования у бобслеистов) и в Игльсе (соревнования по скелетону).

## Бобслей

### Соревнование двоек
| Золото                           | Серебро                      | Бронза                         |
| Рудольф Лохнер, Маркус Циммерман | Густав Ведер, Курдин Морелль | Вольфганг Хоппе, Рене Ханнеман |

### Соревнование четвёрок
| Золото                                                      | Серебро                                                         | Бронза                                                  |
| Вольфганг Хоппе, Богдан Музиоль, Аксель Кюн, Кристоф Ланген | Густав Ведер, Бруно Гербер, Курдин Морелль, Лоренц Шиндельхольц | Харальд Чудай, Аксель Жанг, Тино Бонк, Александер Шелиг |

## Скелетон

### Соревнования у мужчин
| Место | Спортсмен          | Страна  | 1 попытка | 2 попытка | 3 попытка | 4 попытка | Итоговый результат |
| ----- | ------------------ | ------- | --------- | --------- | --------- | --------- | ------------------ |
|       | Кристиан Ауер      | Австрия | 54.36     | 54.53     | 54.34     | 54.44     | 3:37.67            |
|       | Анди Шмид          | Австрия | 54.24     | 54.83     | 54.17     | 54.74     | 3:37.98            |
|       | Михаэль Грёнбергер | Австрия | 54.56     | 54.62     | 54.43     | 54.49     | 3:38.10            |

## Медальный зачёт
| Место | Страна    | Золото | Серебро | Бронза | Всего |
| ----- | --------- | ------ | ------- | ------ | ----- |
| 1     | Германия  | 2      | 0       | 2      | 4     |
| 2     | Австрия   | 1      | 1       | 1      | 3     |
| 3     | Швейцария | 0      | 2       | 0      | 2     |